# Museo missionario multimediale d'Europa
Il Museo missionario Indios - frati Cappuccini dell'Umbria in Amazzonia (in sigla MUMA) nasce nel 2011, ma ad Assisi un museo dedicato ai missionari cappuccini esisteva dal 1973. Lo spirito creativo fu di padre Luciano Matarazzi, un frate appassionato dell'Amazzonia che costruì il Museo Missionario Indios attraverso doni che i missionari gli portavano facendo la spola tra la regione brasiliana dell'Alto Solimões e Assisi: animali imbalsamati, farfalle, strumenti musicali, maschere e artigianato di vario tipo. 
In occasione dei 100 anni di presenza missionaria cappuccina nell'Amazzonia occidentale, la Provincia Serafica dell'Umbria ha deciso di dare risalto al valore della missione e all'eroicità dei suoi missionari riqualificando il Museo attraverso un allestimento interattivo e multimediale. A curarne la progettazione sono stati la NOVA-T e interactive sound di Riccardo Mazza, due aziende torinesi specializzate in allestimenti museali. 
I protagonisti del racconto museale sono tre: i missionari cappuccini che hanno lavorato in Amazzonia dal 1909 ad oggi, gli indios ticuna, abitanti nativi di quella regione, e il Rio Solimões, l'unica vera via di comunicazione esistente.
Il MUMA ha un obiettivo ambizioso: consentire ai suoi visitatori di fare un'esperienza sensoriale all'interno di un mondo distante più di 10.000 km. L'Amazzonia che qui si incontra è vera nei suoni, negli oggetti, nelle testimonianze e nei panorami che offre al visitatore. La “visita” si trasforma in “viaggio” e le “didascalie” in “racconto”.